# Vilão da semana
O vilão da semana (ou ainda, monstro/aberração/alienígena da semana) é um antagonista que costuma aparecer em apenas um episódio de uma obra de ficção. Este tipo de personagem é mais presente em séries de TV estadunidenses e japonesas. Como estes programas lançam de dez a vinte novos episódios por ano, geralmente há um novo antagonista em cada episódio semanal. O(s) protagonista(s) confronta(m) e vence(m) este personagem, que normalmente não aparece mais no programa (como Charmed , Smallville  e Scooby Doo ). Algumas séries alternam, usando o estilo de vilão da semana em alguns episódios e focando na história principal em outros (como Buffy a Caça Vampiros , Supernatural , Fronteiras  e Arquivo X , onde os fandoms  e fã-clubes se dividem entre qual episódio é melhor), enquanto que em outras séries, os vilões da semana são apenas peões do(s) antagonista(s) principal(is) (como em Kamen Rider , Sailor Moon , Super Sentai  e sua contraparte ocidental, Power Rangers ). Em outras ocasiões, esses vilões voltam como aliados dos heróis e/ou ganham um papel maior na história. A série Queima de Arquivo se concentra em antagonistas de curta duração, mas o final de cada episódio está comprometido com um arco de história maior. Torchwood usou esse formato em suas duas primeiras séries, antes de mudar para o formato de história contínua.
Esse formato de roteiro é atraente para a redifusão, pois significa que os episódios podem ser transmitidos em qualquer ordem, e os telespectadores não precisam se preocupar em perder a sequência, como ocorre com o formato contínuo.